# Sam Ketsekile
Sam Ketsekile (né le 8 mai 1981) est un footballeur lésothien. Il joue au poste de gardien de but au Lesotho Correctional Services.

## Référence
1. ↑  (en) « Fiche de Sam Ketsekile », sur national-football-teams.com